# Hippodrome de Marseille-Vivaux
 (avril 2025).
Si vous disposez d'ouvrages ou d'articles de référence ou si vous connaissez des sites web de qualité traitant du thème abordé ici, merci de compléter l'article en donnant les références utiles à sa vérifiabilité et en les liant à la section « Notes et références ».
L'hippodrome de Marseille-Vivaux est un champ de courses hippiques situé dans le quartier marseillais de Pont-de-Vivaux.

## Caractéristiques techniques
Les différentes pistes sont:
- en piste sable fibré  : (Corde à gauche)
  - plat : longueur 1 175 m, largeur 16 m (Pôle Régional, Cat.1R)
- en pouzzolane :
  - trot : longueur 1 000 m, largeur 17 m, ligne droite de 280 m  (Cat.1) ;  piste homologuée (avec départ aux élastiques).